# Neil Campbell
Neil Allison Campbell (17 de abril de 1946 – 21 de outubro de 2004) foi um cientista americano conhecido por seu livro didático, Biologia, publicado pela primeira vez em 1987 e, então, repetidamente em muitas edições subsequentes. A obra é popular em todo o mundo, tendo sido usada por mais de 700.000 alunos a níveis de ensino médio e de nível universitário.

## Educação
Campbell obteve seu mestrado em Zoologia pela Universidade da Califórnia em Los Angeles e seu PhD em Biologia Vegetal pela Universidade da Califórnia em Riverside. Ele lecionou classes colegiais por mais de 30 anos na Universidade Cornell, no Pomona College, no San Bernardino Valley College e na Universidade da Califórnia em Riverside.

## Carreira
Campbell recebeu vários prêmios: o prêmio Distinguished Alumnus da Universidade da Califórnia de Riverside em 2001 e o primeiro Outstanding Professor Award do San Bernardino Valley College em 1986.
Campbell também foi pesquisador e estudou plantas desérticas e costeiras. Ele conduziu pesquisas sobre como certas plantas se ajustariam em ambientes com diferentes salinidade, temperatura e pH. Além disso, conduziu estudos sobre a planta Mimosa e sobre outras leguminosas.

## Morte
Campbell morreu em 21 de outubro de 2004 por insuficiência cardíaca logo após a conclusão do manuscrito para a sétima edição internacional de Biologia. O Prêmio Neil Allison Campbell Endowed Research foi criado na Universidade da Califórnia em Riverside em homenagem à sua memória. 